# Aradi Zsigmond
Aradi Zsigmond, névváltozat: Landshut (Arad, 1838 – Velence, 1899) szobrász.

## Életútja
Landshut Samu aradi tisztiorvos és Hirsch Anna fiaként született. 1862–63-ban a szobrászati szakosztály növendéke volt a Bécsi Képzőművészeti Akadémián. Előbb a bécsi Gasser, majd később a milánói Tandardini tanítványa volt. Első nagyobb műve, a Busongó Róma, mellyel a magyar szabadságharcot követő katasztrófát érzékíti költői és bánatos allegóriában, nem közönséges érdeklődést keltett tehetsége iránt. E szabad kompozíción kívül készített arcképeket is és ezek közül főleg Chorin aradi rabbi mellszobra válik ki a jellemzés erejével. Aradi később az olaszországi Velencébe költözött és magyarországi megbízások hiányában csak nagy ritkán adott életjelt magáról. Nagy szegénységben élt. Utolsó műve (1892) Kossuth Lajos mellszobra volt. Megmintázta korábban Jókainé Laborfalvi Róza képmását is.